# Výklenková kaple (Třeboradice)
Výklenková kaple v Třeboradicích v Praze stojí severně od vsi, v poli při cestě do Březiněvsi. Je chráněna jako nemovitá kulturní památka České republiky.

## Historie
Výklenková kaple vznikla pravděpodobně ve 2. polovině 18. století.

## Popis
Stavba na obdélném půdorysu má na obou delších stranách výklenky. Na jedné straně jsou nástěnné malby svatého Václava a na druhé Panny Marie. Kapličku ukončuje bohatě profilovaná římsa, která je nad výklenky zvlněná. Stříšku završuje kamenný křížek.